# Call of the Wild (2009)
Call of the Wild (Brasil: Buck - Meu Adorável Cão Selvagem ) é um filme norte-americano de 2009, dirigido por Richard Gabai e com atuações de Christopher Lloyd, Timothy Bottoms, Veronica Cartwright, Christopher Dempsey, Joyce DeWitt, Ariel Gade, Devon Graye, Devon Iott, Kameron Knox, Russell Snyder e Wes Studi.